# Сорта туи западной
Сорта туи западной (Thuja occidentalis).

Среди специалистов по декоративным хвойным за многие десятилетия выработана система классификации обширного сортового ассортимента по величине ежегодного прироста. Такой способ деления даёт хорошее представление о том, каким станет растение через некое определённое время. Выделяют 5 групп:
- Полнорослые. Прирост составляет более 30 см/год, размер в 10 лет — более 3 м.
- Среднерослые и полукарликовые (semidwarf). Прирост — 15—30 см/год.
- Карликовые (dwarf). Прирост — 8—15 см/год.
- Миниатюрные (mini). Прирост — 3—8 см/год.
- Микроскопические (micro). Прирост — менее 1—3 см/год[1].

| # A B C D E F G H I J K L M N O P Q R S T U V W X Y Z |

## A
- 'Аlbа' (1875). (Syn.: Туя западная белоконечная[2]; Тh. о. аlbа Maxwell, 1875; Тh. о. аlbо-spiса Beissn., 1903). Конусовидная, хорошо растущая форма высотой 2—5 метров; ветви распростёртые, боковые веточки и побеги с бело-пёстрыми кончиками, особенно заметными на молодых растениях. Хвоя чешуевидная. Возникла в питомнике Н. Е. Maxwell в Gеnevа, NY (США)[3].
- 'Amber Glow'. Карликовый сорт, крона в виде полусферы, напоминает сорт 'Danica'. Высота до 80—90 см. Листва золотисто-жёлтая[4].
- 'Anniek' W. Flejszer, 2004. Сорт создан в Польше. Карликовый сорт, крона в виде полусферы, с возрастом подушкообразная. высота взрослого растения может достигать 0,5—0,8 м, и ширины до 1 м. Хвоя чешуйчатая, лимонного цвета. Молодые приросты ярко-жёлтые, зимой приобретают бронзовый оттенок.
- 'Аsplenifoliа' (1868). (Syn.: Тh. о. filiсоides Beissn). Плотная, узко вверх устремленная форма с густыми ветвями, на концах которых образуются пучки побегов, способствующие повисанию веток[3]. В Ленинградской области в отдельные годы молодые ветви страдают от снеголома. В ранневесенний период хвоя незначительно повреждается солнечным ожогом[5].
- 'Aurea Nana' (Platycladus orientalis 'Aurea Nana', Thuja orientalis 'Miller’s Gold', Thuja orientalis 'Nana Aurea'). Карликовая форма. Крона овальная в верхней части заострённая. Хвоя летом золотистого оттенка, зимой зелёная[6] с медным оттенком. Высота растений до 150—175 см, ширина 100—125 см. Хвоя при растирании пахнет ананасом[7].
- 'Аuresсеns' (1932). (Syn.: Тh. о. f. aurescens Wrobl. ех Browicz & Buden). Узкоконусовидная форма высотой 4—5 м с красивыми золотисто-жёлтыми молодыми побегами. Хвоя чешуевидная. Возникла в 1932 году в арборетуме Курник в Польше. Одна из красивейших жёлтых форм[3].
- 'Aureo-spicata'. (Syn.: Туя западная золотистоконечная; Тh. о. f. aureo-spicata Beissn., 'Aureospicata'). Деревце с ширококонической кроной, с жёсткими побегами, сильнорослое. В возрасте 10 лет достигает высоты 3 м. Веточки толстоватые с золотистыми концами[2][8].
- 'Aureo-variegata'. (Syn.: Туя западная золотисто-пёстрая; Тh. о. f. aureo-variegata Henk. et Hockst.). Равномерно окрашенная золотисто-пёстрая форма. Считается пёстрой формой 'Wareana'[2].

## B

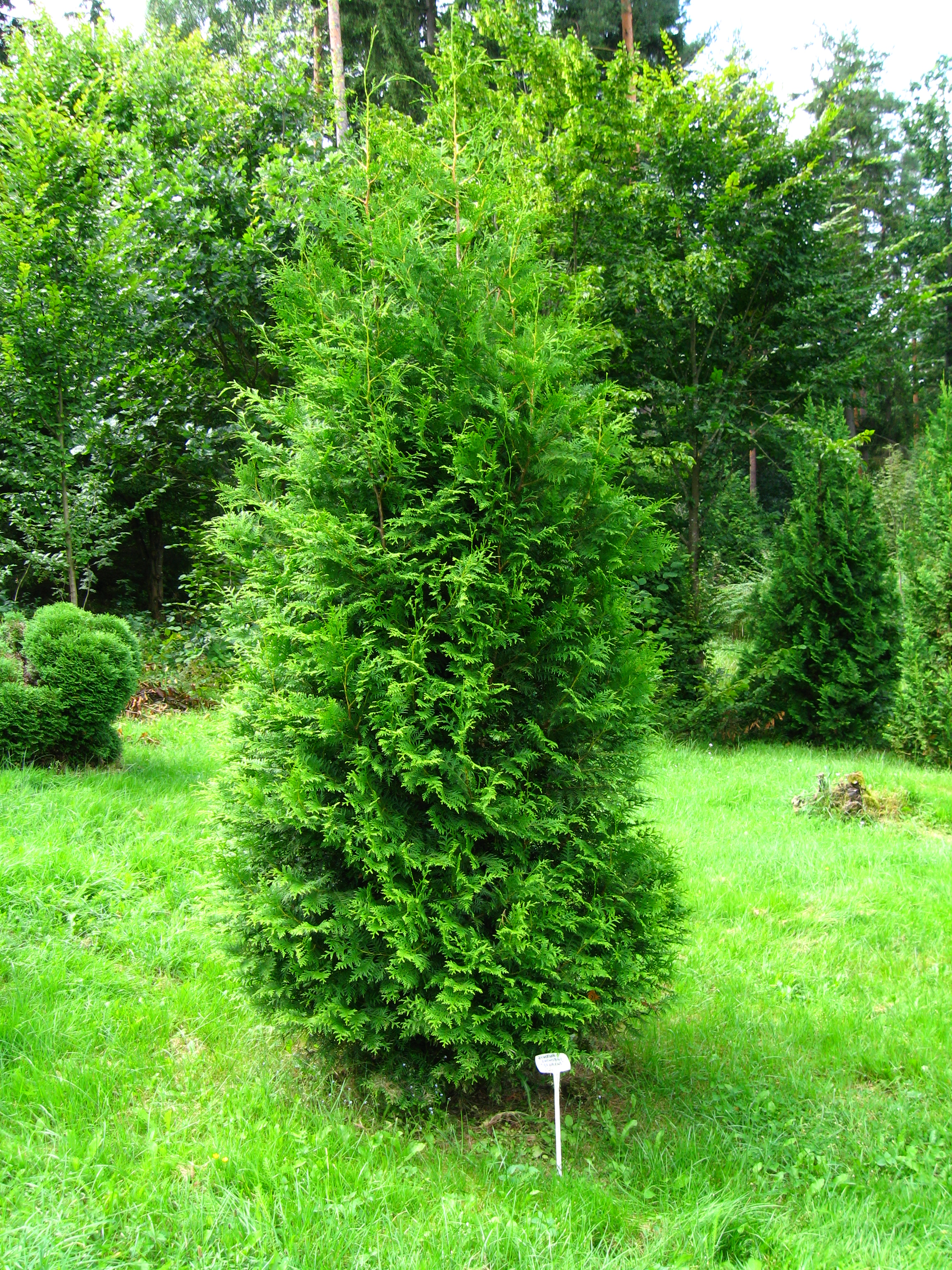
'Brabant'

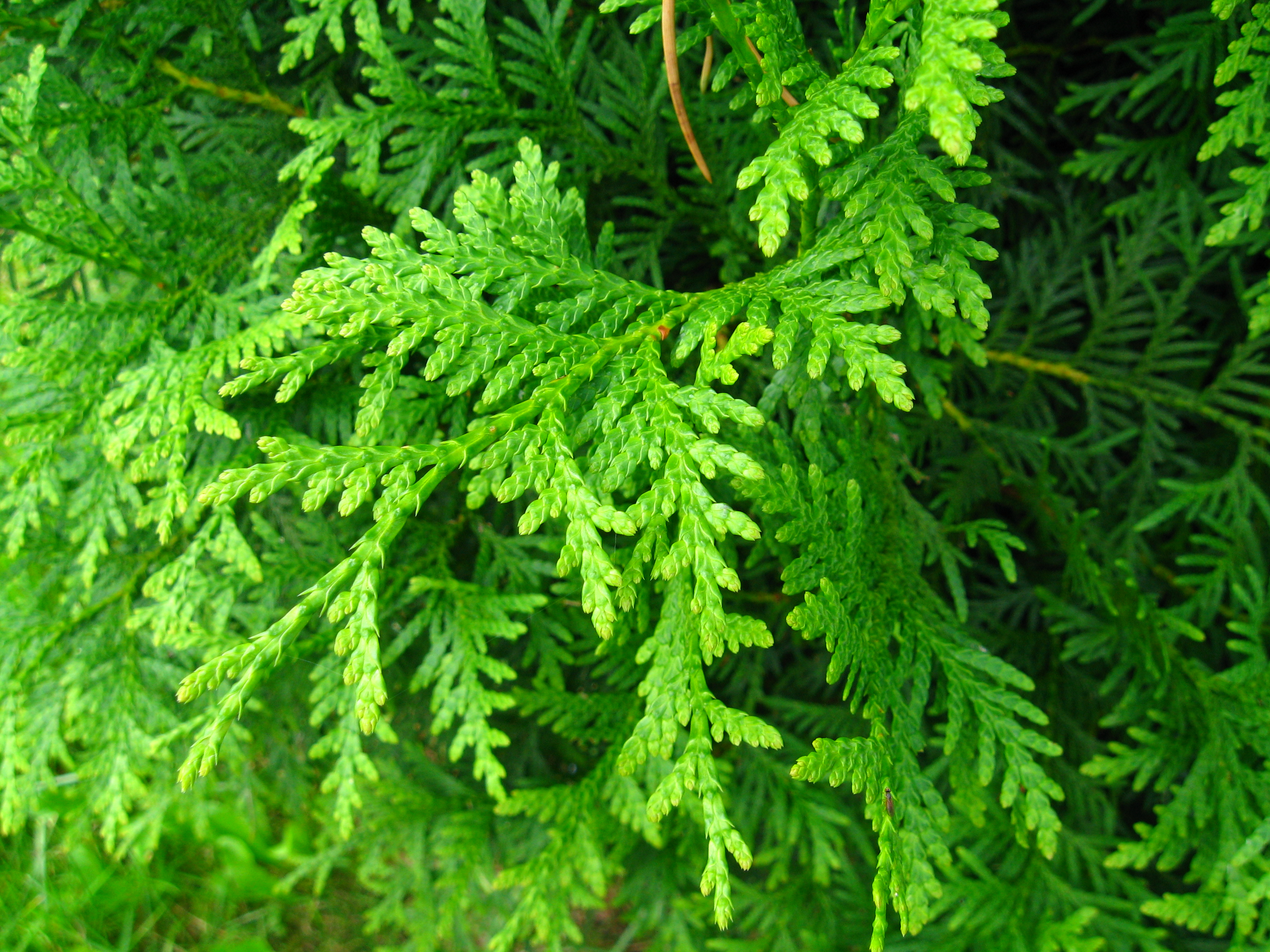
'Brabant'

- 'Веаufort' (1963). По габитусу и внешнему виду очень похожа на типичную форму, но молодые побеги и хвоя бело-пёстрые. Хвоя чешуевидная. Возникла до 1963 года в питомнике Нааlbооm в Driebergen (Голландия)[3].
- 'Beteramsii' Веterams (1910). Аналогична типовой форме, но кончики побегов весной красновато-коричневые и только к концу лета зеленеют. Хвоя чешуевидная. Возникла в Geldern (Германия)[3].
- 'Воdmeri' (1877). (Syn.: Тh. о. bodmeri Froebel, 1877; Тh. о. lyсороdioides Hesse, 1954). Рыхлая конусовидная форма высотой до 2,5 метра. Скелетные ветви толстые, неравномерно расположенные. Боковые веточки короткие, толстоватые, монстрозные, на старых растениях в массе отмершие. Хвоя плотно чешуевидная, прилегающая, частично складчатая или килеватая, вследствие чего побеги часто выглядят почти четырёхгранными; тёмно-зелёная, одинаковой окраски с обеих сторон; плоскостные и боковые хвоинки относительно одинаковые. Предположительно возникла в Швеции[3].
- 'Boothii' R. Smith (1874). Густая, конусовидная или неправильно округлая форма высотой 2—3 метра, с восходящими изящными скелетными ветвями; боковые веточки прямые; побеги довольно крепкие, толстые; хвоя чешуевидная, довольно крупная, светло-зелёная. Получена в 1874 году в питомнике Flottbek, Гамбург (Германия); названа в честь James Booth[3].
- 'Brabant'. Высота до 3,5 м, годовой прирост в высоту составляет до 30 см. Крона колонновидная. Один из наиболее быстрорастущих сортов[9].
- 'Brandon'. Высота до 6 метров, ширина до 2,5 м. Хвоя чешуевидная, зелёная зимой и летом[10].
- 'Buchananii' (1887). Узкоконусовидная форма, высота до 3—6 метров. Кажется изящной из-за тонких и редких боковых веточек с очень короткими, тонкими, редкими побегами, которые вначале коричневатые, с зелеными кончиками, позже серо-зелёные. Хвоя чешуевидная, зелёная, густая, плотная и очень мелкая[3].

## C
- 'Саеspitosа' (1923). Карликовая форма: уплощённо-подушковидная до полукруглой, ширина больше высоты, чрезвычайно медленно растущая, в 15 лет едва достигает 30 см высоты и 40 см ширины. Все ветви прямостоячие, краевые побеги плотно прижаты; хвоя чешуевидная, короткая и густая, выступающая. Происхождение неизвестно. В 1923 году обнаружена в теплице ботанического сада в Дублине (Ирландия)[3].
- 'Cloth оf Gold' (1831). Рыхлая, медленно растущая форма в виде кустарничка; веточки блестяще-светло-жёлтые до золотисто-жёлтых, в середине растения в основном зелёно-жёлтые. В Европу ввезена в 1831 году ввезена из США и распространена L. Spath[3].
- 'Columna' L. Sраth (1904). Строго колонновидная, чрезвычайно узкая форма высотой 4—5 и более метров, с довольно тупой вершиной. Ветви всех порядков короткие, горизонтальноотстоящие, с веерообразными концами, блестящие, тёмно-зелёные; хвоя чешуевидная, мелкая, как у 'Pyramidalis Соmрасtа', становящаяся иногда незначительно выпуклой. L. Sраth получил эту форму из Арнольд Арборетума без названия и ввёл её в культуру. Считается лучшей колонновидной формой[3].
- 'Columbia' Parsons (1887). Стройная, пышная, колонновидная форма высотой до 15 метров; скелетные ветви отстоящие, концы побегов летом беловатые, зимой белые; хвоя бледно-зелёная[3].
- 'Соmрасtа' (1850). (Syn.: Тh. о. cv. Раrsons Соmрасt). Яйцевидная или конусовидная форма высотой до 2 метров и шириной до 1 метра густой кроной и медленным в сравнении с номинальной формой ростом. Боковые веточки крупные и плоскостоящие, густо охвоённые, голубовато-зелёные. Предположительно возникла в 1850 году у Parsons (США)[3].
- 'Сristatа' (1867). (Syn.: Туя западная гребенчатая[2]; Тh. о. сristatа Carr., 1867). Стройная, прямая форма: высотой до 3 метров, скелетные ветви немного подкручены; побеги в виде петушиного гребня: расположены в 2 ряда и закручены; хвоя серо-зелёная[3].
- 'Cristata Аurеа' (1900). Стройная, прямая, густая карликовая форма высотой 1—1,5 метра; ветви расположены неравномерно, прямые до отстоящих; побеги разновеликие: часть длиной 5—15 мм, они расположены по 3—4 на одной стороне побега и направлены вперёд, часть расположена на концах побегов в 2 ряда и частично загнута вверх, но не в виде петушиного гребня, жёлто-коричневые; хвоя чешуйчатая, очень мелкая, желтовато-зелёная летом и голубовато-зелёная зимой. Возникла в 1900 году в питомнике F. J. Grootendorst, Боскоп (Голландия)[3].
- 'Cristata Argenteovariegata'. Идентична 'Cristata', но хвоя бело-пёстрая[3].
- 'Compacta'. Syn.: Тh. о. f. сompacta Carr., Туя западная компактная). Пирамидальная форма высотой до 3 метров. Крона плотная, растёт медленно[2].

## D
- 'Daniса' А. В. Jensen (1948). Шаровидная карликовая форма. Ширина больше высоты (в 20 лет имеет высоту около 50 см). Веточки расположены вертикально; свежезелёной окраски, зимой коричневато-зелёная. В 1948 г. выращена из семян в Оrting (Дания)[3]. Награда Award of Garden Merit[11].
- 'Degroot Spire' (syn.: 'Degroot’s Spire'). Колонновидная форма. Крона узкая. По мнению многих дендрологов является самым узкоколоновидным сортом туи западной. Достигает в высоту 5 м. Годовой прирост — 20—30 см. В возрасте 10 лет достигает 2,5—3 м. Хвоя ярко-зелёная, почти не меняет цвета зимой, чешуевидная. Веточки закрученные[12]. Отличается хорошей засухоустойчивостью[13].
- 'Douglasii Рyrаmidalis' L. Spath (1891). (Syn.: Тh. о. f. Douglasii pyramidalis Spaeth.; Дугласа пирамидальная). Узкоколонновидная форма высотой 3[2]—15 метров[3], с очень короткими, прямостоящими, отстоящими тонкими скелетными ветвями; боковые веточки короткие, разветвлённые, папоротниковидные, зелёные, как мох; нижние веточки засыхают и опадают. Получена L. Spath (Берлин) из Арнольд Арборетума и в 1891 г. введена в культуру. Похожа на 'Spiralis'[3].
- 'Douglasii Аurеа' D. Нillе (1923). (Syn.: Тh. о. douglasii аurеа Rehd, 1923). Стройная конусовидная форма высотой 10—15 м, с отстоящими серо-зелёными ветвями; веточки и хвоя жёлтые, зимой бронзово-жёлтые. Возникла в США. Растёт быстрее, чем 'Lutеа', но хвоя зимой бронзовеет[3].
- 'Dumosа'. (Syn.: Тh. о. nanа Carr.; Тh.о. аntасtiса hort.; Тh. minor Pau.; Тh. о. рliсаtа dumosа Hornib.; Тh.рliсаtа llavаеаnа hort.; Тh. о. warеаnа glоbosа Beissn). Карликовая форма высотой и шириной до 1 метра, плоско закругленная или слегка округлая, несколько неправильной формы. По ветвлению путают с 'Recurva Nanа', но побеги у неё не так равномерно расположены, искривлённые, частично имеются и совсем плоские, а на вершине всегда много вертикальных, слегка разветвлённых побегов длиной 10—15 см с нормальным для туи западной охвоением последние и не вполне плоские, и не вполне искривлённые. Хвоя чешуевидная. Эта форма часто встречается в питомниках, но, обычно под неверными названиями. Происхождение неизвестно[3].

## E

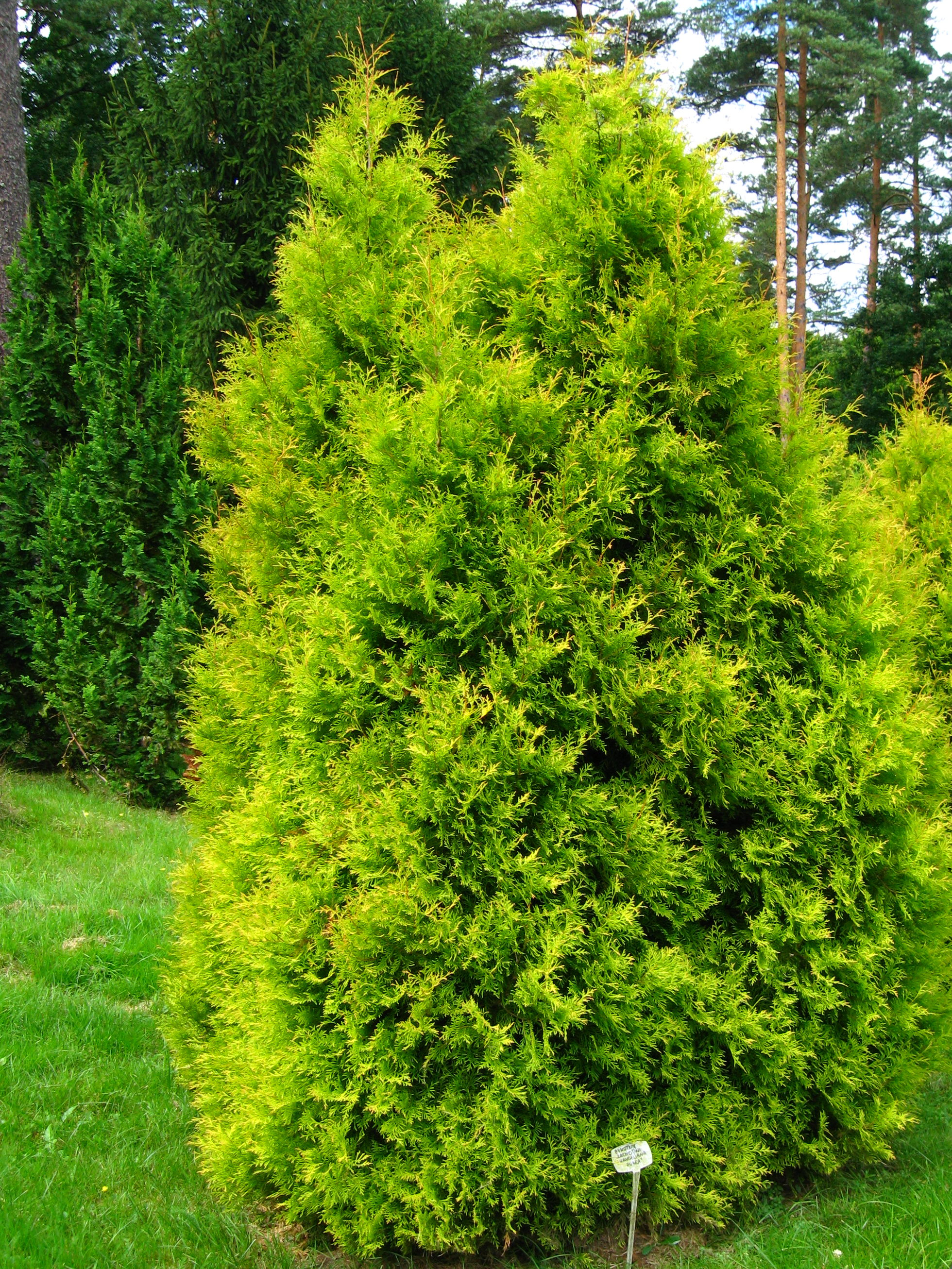
'Ellwangeriana Aurea'

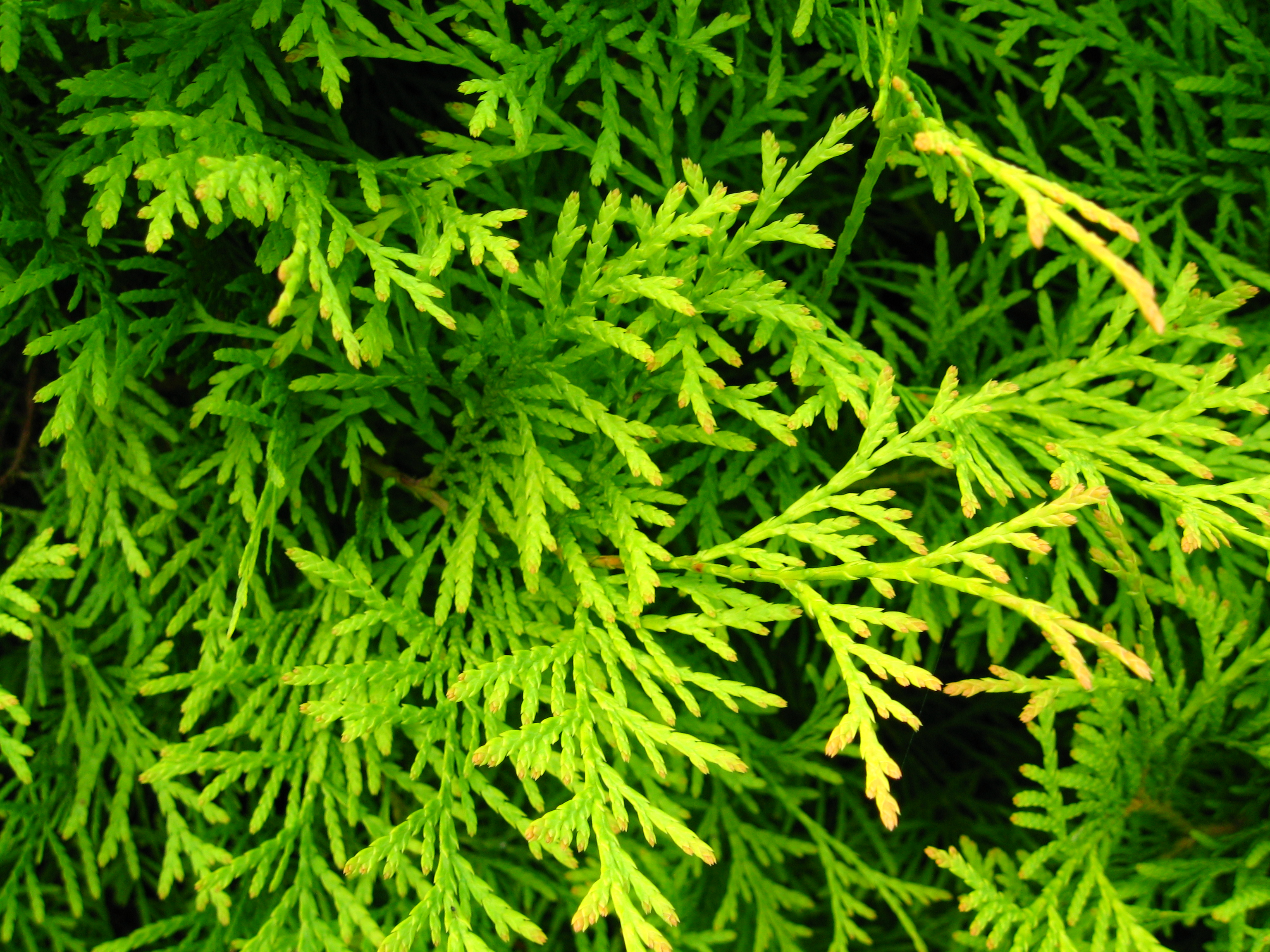
'Ellwangeriana Aurea'

- 'Elegantissima' Ouden (1949). Узкоконусовидная форма высотой 3—5 метров с изящным, густым ветвлением. Хвоя чешуевидная, густая, блестяще-зелёная, плотная, с желтоватыми кончиками, которые позднее коричневеют, зимой становятся тёмно-коричневыми[3].
- 'Ellwangeriana' (1869). (Syn.: Тh. о. f. Ellwangeriana Beissn.; Туя западная Эльвангера). Высота 3—5 метров[2]. Широкая, часто многовершинная, конусовидная форма; скелетные ветви восходящие или приподнимающиеся, изящные, густо ветвистые, ажурные; частично с чешуевидной и игловидной хвоей. Обнаружена у Ellwanger и Barry в Rochester, (США)[3].
- 'Ellwangeriana Аurеа' L. Spath (1895). Желтохвойная побеговая мутация от 'Ellwangeriana', медленнорастущая, достигающая со временем высоты более 1 м; часто многовершинная; молодые растения обычно яйцевидной формы; большей частью с преобладанием золотисто-жёлтой хвои. В более зрелом возрасте игловидная хвоя появляется на побегах с чешуевидной хвоей. На взрослых растениях хвоя также золотисто-жёлтая, обычно приобретающая зимой лёгкий бронзово-жёлтый налёт. Возникла в Берлине, (Германия)[3].
- 'Еrесtа' Н. А. Hesse (1902). Крона стройная, устремленная вверх, конусовидная. Ветвление густое, ветви прямые. Хвоя чешуевидная, блестяще-зелёная[3].
- 'Ericoides' (1867). (Syn.: Тh. о. f. ericoides Hoopes.; Туя западная вересковая[2]). Ювенильная форма с исключительно игловидной хвоей; медленно растущая, вначале густая, яйцевидная и одновершинная, позднее проявляется многовершинность, и растения достигают до 3 метров высоты и 2 метров ширины. Присутствие отмерших побегов и хвои — обычное явление. Хвоя очень мягкая на ощупь, линейная, длиной 6—8 мм и шириной 1,5 мм, отстоящая, сверху тускло-зелёная, снизу серо-зелёная, зимой — коричневато-зелёная[3].
- 'Ericoides Glauса' (1939). В отличие от 'Ericoides' хвоя летом ярко-голубовато-зелёная, зимой — грязновато-коричнево-зелёная. Имелась в коллекции Соl. Ross, Bladensburg, Rostrevor, Со. Down (Ирландия)[3].
- 'Еurоре Gold' М. Scheltena (1974). Прямая, конусовидная форма, приблизительно как жёлтый 'Smaragd', но медленно растущая; охвоение очень красивое: золотисто-жёлтое, зимой оранжево-жёлтое. Получена М. Scheltena в Loosdrecht, (Голландия); введена в культуру в 1974 году[3].

## F
- 'Fastigiata' (1865). (Syn.: Тh. о. fastigiata Jacq., 1865; Тh. о. stricta de Vos, 1867; Тh. о. соlumnaris Mast.; Тh. о. pyrаmidalis Zederb.; Тh. о. cv. Рyrаmidalis; Тh. о. cv. Strictа; Туя западная пирамидальная). Широкая колонновидная форма высотой 5—15 метров. В лесостепной опытной станции в 25 лет достигла высоты 4 метров и диаметра кроны 1 метр. На всесоюзной сельскохозяйственной выставке в возрасте около 25 лет, высота 1,8 метра диаметр кроны 0,7 метра. Скелетные ветви прямые и отстоящие; боковые веточки густые, сжатые, направленные частично вверх, частично вниз. Хвоя чешуевидная, светло-зелёная. Широко известная и популярная форма, размножаемая также и семенами, при этом основные признаки наследуются довольно хорошо, но в силу этого в разных садах произрастают отличающиеся друг от друга экземпляры. Морозостойка, дымоустойчива. Хорошо переносит стрижку[2][3].
- 'Fаstigiatа Novа' (1891). (Syn.: Тh. о. f. fаstigiatа novа Beissn., 1891). Широкая колонновидная форма высотой до 15 метров. Скелетные ветви прямые и отстоящие; боковые веточки густые, сжатые, направленные частично вверх, частично вниз. Хвоя чешуевидная, светло-зелёная. От 'Fastigiata' отличается лишь правильностью роста. Вероятно получена путём отбора сеянцев 'Fastigiata'[3].
- 'Filiformis'. (Syn.: Туя западная нитевидная[2]; Тh. о. filiformis Beissn.; Тh. о. douglasii Rehd). Приземистая конусовидная, иногда стоговидная форма высотой почти до 1,5 м[3]; В Лесостепной опытной станции Липецской области в 30 лет достигла высоты 3 метра, размер кроны: 1,8×1,9 метра. В Калининграде в 30 лет достигла 4-метровой высоты, диаметра ствола 9 см и диаметра кроны 2,5 метра[2]. Ветви длинные, прутовидные, прямые и длинноповислые, округлые в сечении, отчасти рыхлокустящиеся; побеги мало или совсем не разветвлены, сжатые или плоские. Хвоя чешуевидная, редкая, длиннозаострённая, хвоя прошлых лет с резко выделяющимися смоляными желёзками. Происхождение неизвестно[3]. Укоренение черенков с пяткой 30 %. Пригодна для культуры к западу и югу от линии Санкт-Петербург, Москва, Нижний Новгород. Используется в одиночных посадках[2].
- 'Filips Magic Moment'. Жёлтая мутация 'Smaragd'. Зимостойка. Теневынослива.
- 'Froebelii' (1855). (Syn.: Тh. о. froebelii Beissn., 1891; Тh. о. f. globulа Lamb. & Reit.; Тh. о. spihlmannii R. Smith; Тh. о. соmрасtа Веiisn., 1909; Тh. о. соmрасtа Carr., 1855). Равномерно округлая карликовая форма высотойдо 1 м. Хвоя чешуевидная. Сорт похож на 'Glоbosа' и часто реализуется под этим названием, но хвоя светло зелёная летом и в зимнее время[3].

## G
- 'Golden Globe'.
- for. gaspensis Vicht. & Rouss. По габитусу похожа на тую складчатую; побеги густо покрыты концевыми веточками. Крона конусовидная. Хвоя чешуевидная, зелёная. Найдена в Канаде[3].
- 'Glоbosа' (1874). (Syn.: Туя западная шаровидная[2], Тh. о. glоbosа R. Smith, 1874; Тh. о. cv. Тоm Тhunb Wils., 1920). Округлая карликовая форма высотой до 125 см, иногда выше; ветви поднимающиеся и отстоящие, побеги густые, ровные, образующие ровную поверхность; хвоя чешуевидная, светло-зелёная, зимой (в отличие от 'Froebelii') серо-зелёная. Часто встречается в культуре, но иногда её путают с 'Woodwardii'[3]. Пригодна для выращивания от широты Санкт-Петербурга и южнее[2].
- 'Giganteoides' S. Poulsen (1935) (Syn.: Тh. о. gigantеоides Poulsen, 1943). Конусовидная форма высотой 5—6 метров и более мощным ростом; скелетные ветви отстоящие, прочные, густые; побеги редкие, несколько похожие на побеги туи складчатой, тёмно-зелёные. Хвоя чешуевидная, зелёная. Сорт найден в посевах питомника в Дании; возможно является гибридом между туей западной и туей складчатой[3].
- 'Golden Globe' F. J. Grооtendorst (1964). Мутация от 'Woodwardii' с нежно-жёлтой окраской хвои; рост несколько замедлен по сравнению с исходной формой; крона закруглённая. Получена F. J. Grооtendorst, Боскоп (Голландия), из США без названия; в 1964 году поступила в продажу[3].
- 'Golden Smaragd' (syn.: 'Janed Gold'). В 2008 году сорт получил бронзовую медаль на международной выставке «Зелень — это жизнь» в Варшаве. Узкоколоновидная форма с плотной кроной, яркой жёлто-зелёной окраски. Высота взрослого растения достигает 4—6 м, при ширине 1—1,5 м. Скорость роста средняя, около 10—30 см в год. В возрасте 10 лет может вырастать до 2 м. Хвоя чешуйчатая, густая, жёлто-зелёного цвета, на кончиках побегов ярко-золотистая. Не меняет цвет в течение всего года. При распускании молодые хвоинки имеют оранжевый оттенок[14][15].
- 'Gracilis' (1875). Рыхлая высокорослая конусовидная форма с длинными и тонкими изящно повисающими скелетными ветвями, побеги тонкие, густые; хвоя чешуевидная, продолговатая, узкая, светло-зелёная. Сорт найден в Англии в питомнике Merriot[3].

## H

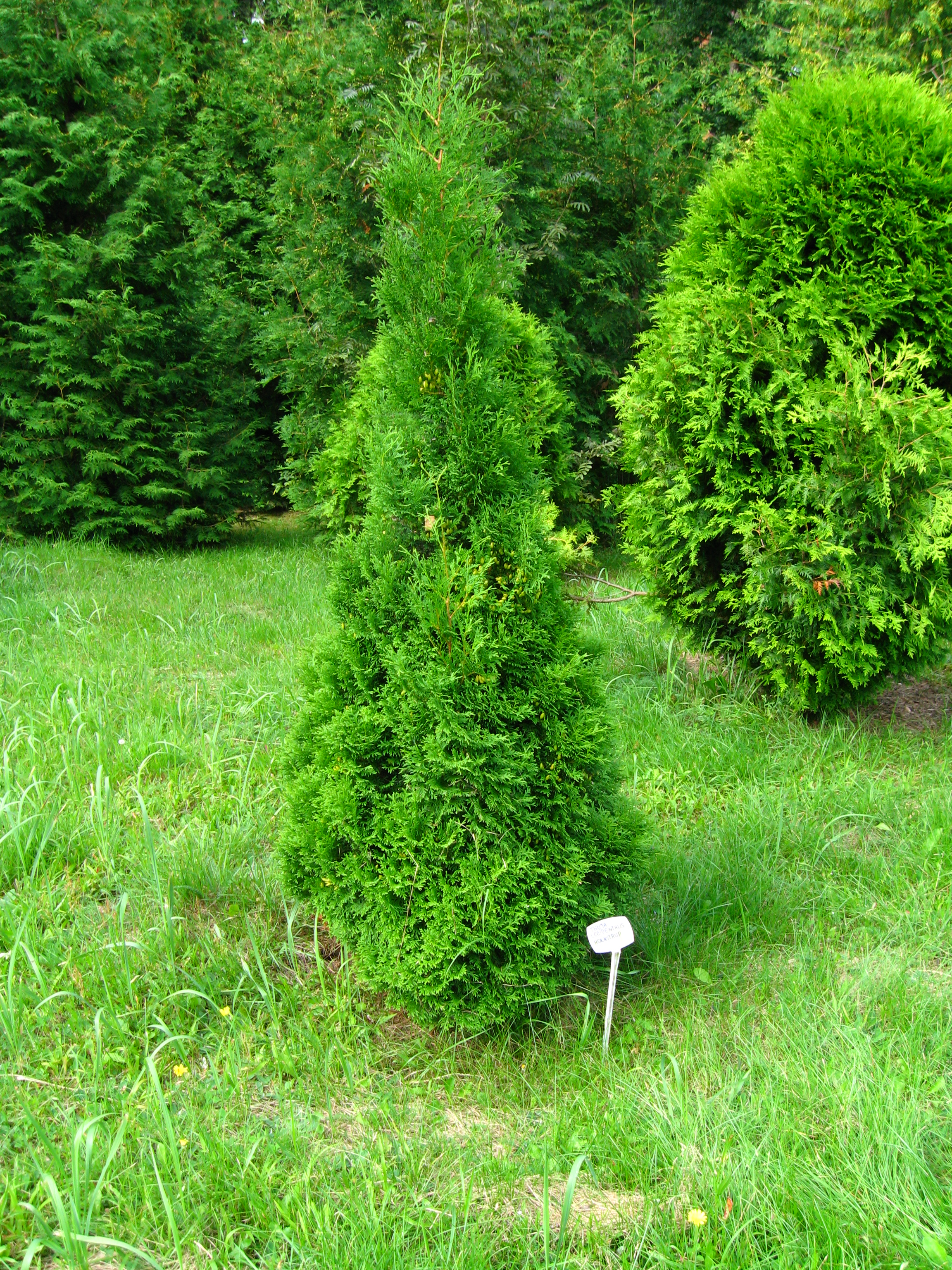
'Holmstrup'

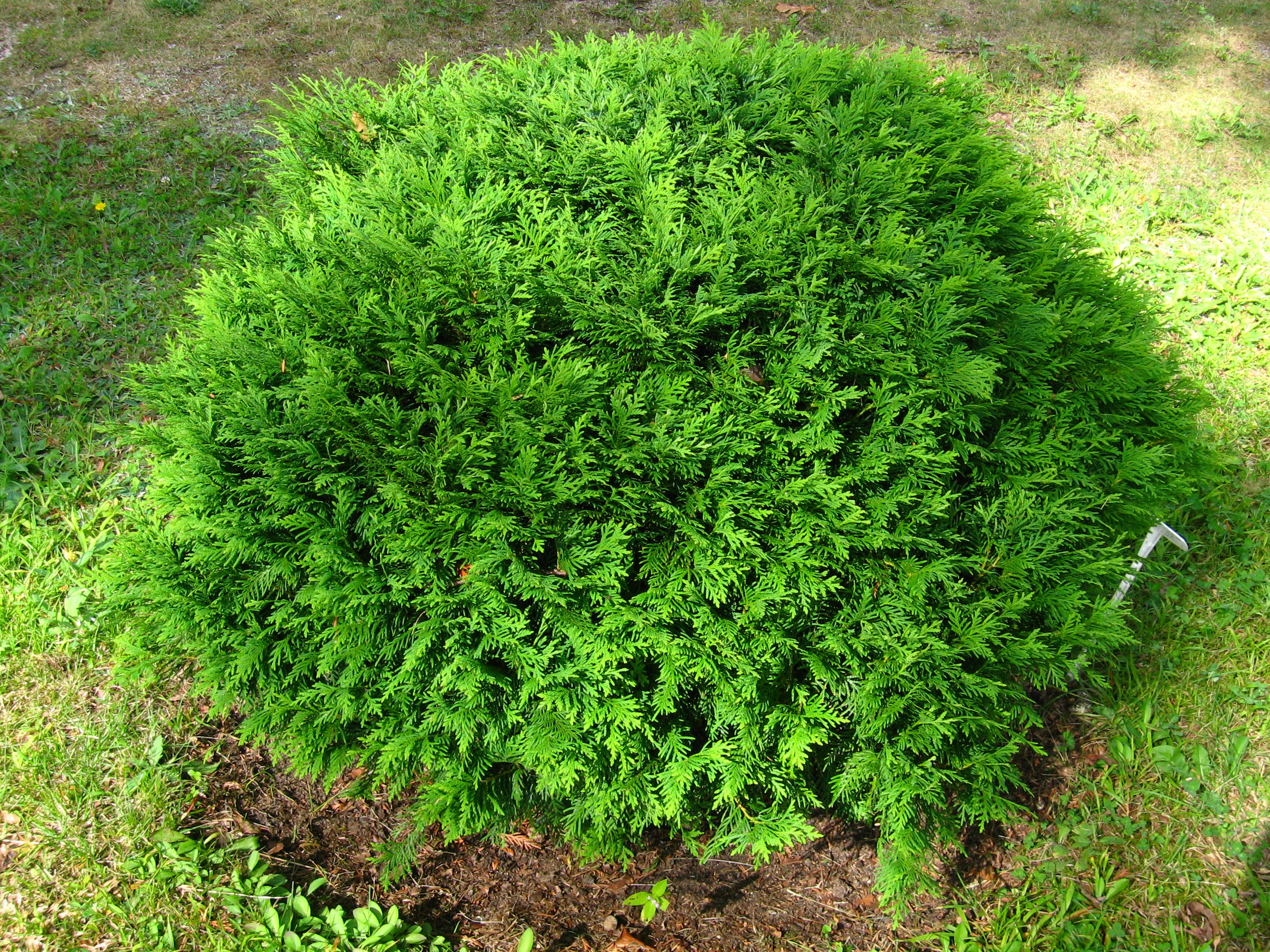
'Hoseri'

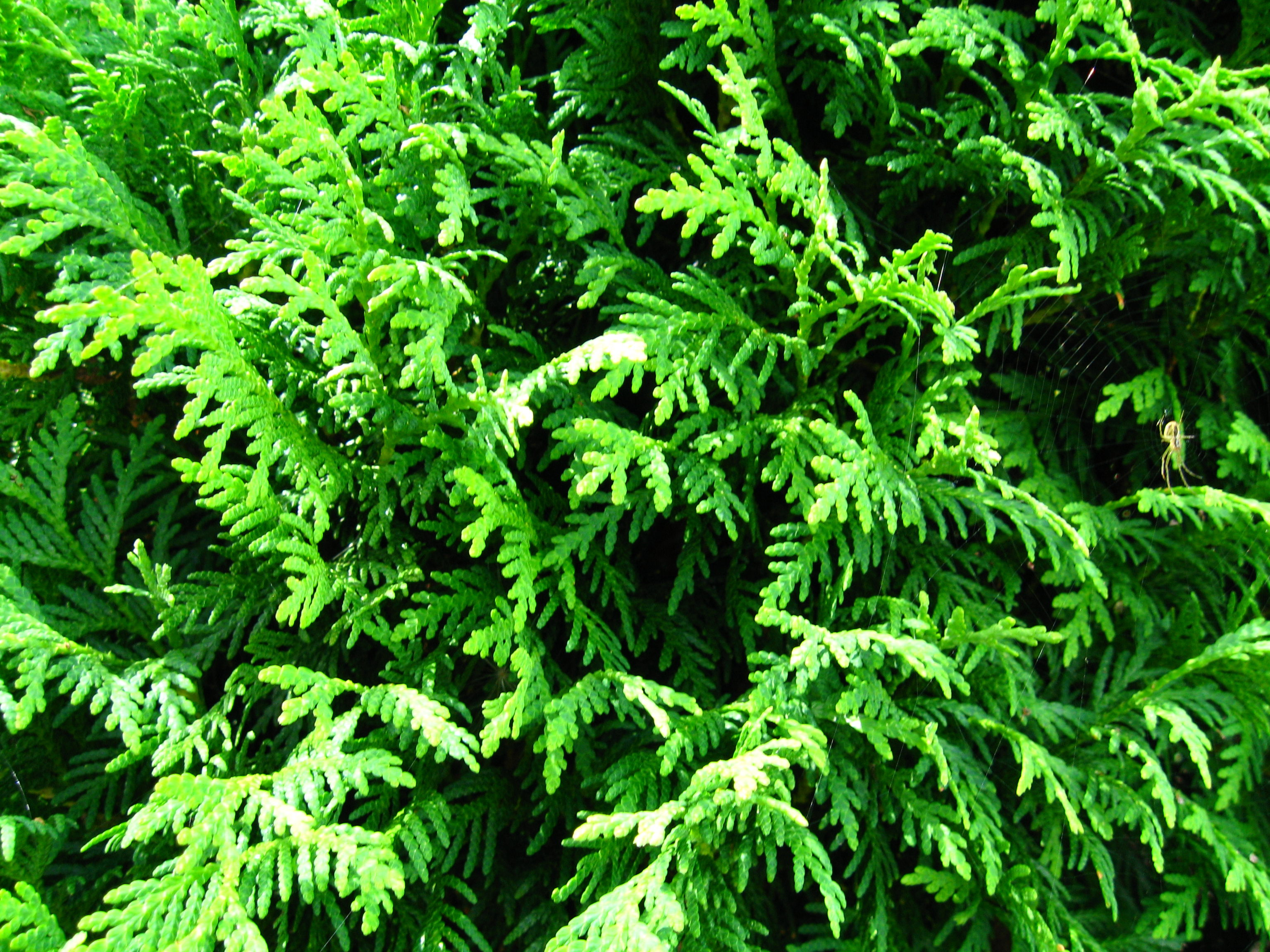
'Hoseri'

- 'Неtz Junior' (1930). Типичная 'Ellwangeriana', только с игловидной хвоей. Крона густая и широко-конусовидная, достигающая в 20 лет около 1 метра высоты и 2 метров ширины. Получена в питомнике Fairview, Пенсильвания (США). Зимостойкость значительно выше, чем у 'Ericoides'[3].
- 'Ноllandiса' (1904) (Syn.: Тh. рliсаtа hollandica). Конусовидная, прямая, равномерно густая форма с прямыми ветвями и тёмно-зелёными побегами и зелёной, чешуевидной хвоей. Возникла в Голландии. Вероятно сеянец сеянец от 'Warеаnа'[3].
- 'Ноlmstruр' Аsger М. Jensen (1951). (Syn.: Тh. о. holmstrupii Jensen, 1951; Тh. о. holmstruреnsis hort.). Достаточно распространённый сорт. Равномерно конусовидная, очень плотная форма высотой 3—4 метра (возможно выше). Концевые веточки обычно шириной 2 мм, вертикально расположенные, красивого зелёного цвета, большей частью остающиеся такими и зимой. Найдена Аsger М. Jensen в Ноlmstruр (Дания)[3]. Награда Award of Garden Merit[16].
- 'Holmstrup Yellow'. Мутация 'Holmstrup' с жёлтой хвоей[3].
- 'Неtz Wintergrееn' (1950). Очень быстрорастущая конусовидная форма, хвоя чешуевидная, зелёная летом и зимой. Отобрана в США[3].
- 'Неtz Мidget' (1928). Округлая, очень медленно растущая карликовая форма. Годовой прирост около 2,5 мм. Побеги довольно крепкие; хвоя чешуевидная, зелёная. В 1928 г. была обнаружена в посевах питомника в Fairview (США); введена в культуру в 1942 году[3].
- 'Hilside'. Карликовая форма.
- 'Hoseri'. Карликовая, многоствольная форма с шаровидной формой кроны, польской селекции. Маленькая копия распространённого сорта 'Globosа'. С возрастом приобретает слегка подушкообразную форму. Ежегодный прирост около 5—10 см. Высота растения 70—90 см при диаметре кроны до 120 см. Хвоя чешуйчатая, тёмно-зелёная, к зиме с бронзовым оттенком[17].
- 'Hoveyi' (1868). (Syn.: Тh. о. hoveyi Hoopes, 1868; Тh. о. f. hoveji; Туя западная Говея[2]). Карликовая форма высотой до 1,5 метра с равномерно яйцевидной или удлинённо-шаровидной кроной. Ветви прямые, боковые ветки плоские, расположенные более или менее вертикально. Хвоя чешуевидная, летом свежезелёная, зимой коричневая, желёзки хорошо выражены[3]. Может выращиваться от широты Санкт-Петербурга и южнее[2].
- 'Нugii' (1917). (Syn.: Тh. о. cv. Рliсаtа). Сильнорослая, прямая, неравномерно ветвистая форма; скелетные ветви частью отстоящие, частью отклонённые с поднимающимися концами; побеги веерообразно расположенные; хвоя чешуевидная, тёмно-зелёная, как у туи складчатой. Возникла до 1917 года в питомнике Наg, Цюрих (Швейцария); в настоящее время ещё имеется в арборетуме Оеschberg. Похожие формы часто возникают в культуре[3].

## I
- 'Indomitable' (1960). Быстрорастущая форма с отстоящими скелетными ветвями и тёмно-зелёной чешуевидной хвоей. Зимняя окраска хвои красновато-коричневая. Мутация сорта 'Elegantissima'. Возникла в Рейкьявике (Исландия). Морозоустойчива[3].

## J
- 'Janed Gold' см.: 'Golden Smaragd'
- 'Jantar'. Коническая форма с золотисто-жёлтой кроной. Вырастает до 5 м в высоту. Высота взрослого растения может достигать от 3 до 5 м.

Годовой прирост составляет около 20 см. Хвоя чешуйчатая, весной и летом ярко-жёлтого цвета, осенью приобретают янтарный оттенок. На верхушечных побегах заострённая, отстающая, редко расположенная, длинной 3—4 мм. А размещенные непосредственно на ветках — тупая, закругленная, плотноприжатая, часто расположенная, длинной около 2,5 мм.

## L
- 'Littlе Сhampion' (1935). Карликовая округлая форма; до высоты 50 см растёт быстро, затем рост замедляется. Ветвление рыхлое, прямое и отстоящее. Хвоя чешуевидная, зелёная, зимой слегка коричневеет. Обнаружена в 1935 году среди сеянцев в питомнике Мс. Connell, Роrt Burwell, провинция Онтарио (Канада); введена в культуру в 1956 году[3].
- 'Littlе Gem' (1891). Карликовая, медленно растущая форма, достигающая 2 м в ширину и до 1 м в высоту. Ветви частично отстоящие, частично горизонтальные, тонкие; побеги более или менее курчавые, шириной до 3 мм, очень плоские, вертикально и горизонтально расположенные; хвоя чешуевидная, тёмно-зелёная, с обеих сторон видны хорошо заметные желёзки. Происхождение неизвестно; в культуру введена L. Sраth в 1891 году. Из за существенной ширины сорт непригоден для небольших участков[3].
- 'Little Giant'. Подушкообразная форма. Высота около 0,8 м, ширина до 2 м. Хвоя летом ярко-зелёная, зимой темнеет до буро-зелёной.
- 'Lombarts Dwarf' (1942). Густая, округлая, медленно растущая карликовая форма; ветви и боковые веточки прямые с повислыми концами; хвоя чешуевидная, зелёная. Поступила в продажу в 1942 году из питомника Рierrе Lombarts в Zundert (Голландия)[3].
- 'Lombarts Wintergreen' (1950). Крона конусовидная. Хвоя на обеих сторонах веточек чешуевидная, зелёная, не изменяющая окраску и зимой. в питомнике Рierrе Lombarts, в Zundert (Голландия)[3].
- 'Lutea' (1873). (Syn.: Тh. о. lutea Veitch.; Тh. о. аurеа hort.; Тh. о. 'Gеоrgе Реаbody' — под этим названием известна в США). Стройная конусовидная форма высотой до 10 метров; ветви и хвоя золотисто-жёлтые, с нижней стороны в основном зелёно-жёлтые. Возникла до 1873 года в Женеве (Швейцария); одна из лучших жёлтых форм[3].
- 'Lutea Nanа' (1881). (Syn.: Тh. о. lutea nanа Veitch, 1881). Прямая, конусовидная, очень густая, карликовая форма высотой до 2 метров. Произошла от 'Lutea', но охвоением напоминает 'Ellwangeriana Аurеа', имеет более грубую чешуевидную хвою до 2 мм шириной, и отсутствует игловидная хвоя. Очень красива зимой, отличается в это время года золотисто-жёлтой окраской, летом обычно больше зеленовато-жёлтая. Происхождение неизвестно[3].

## M

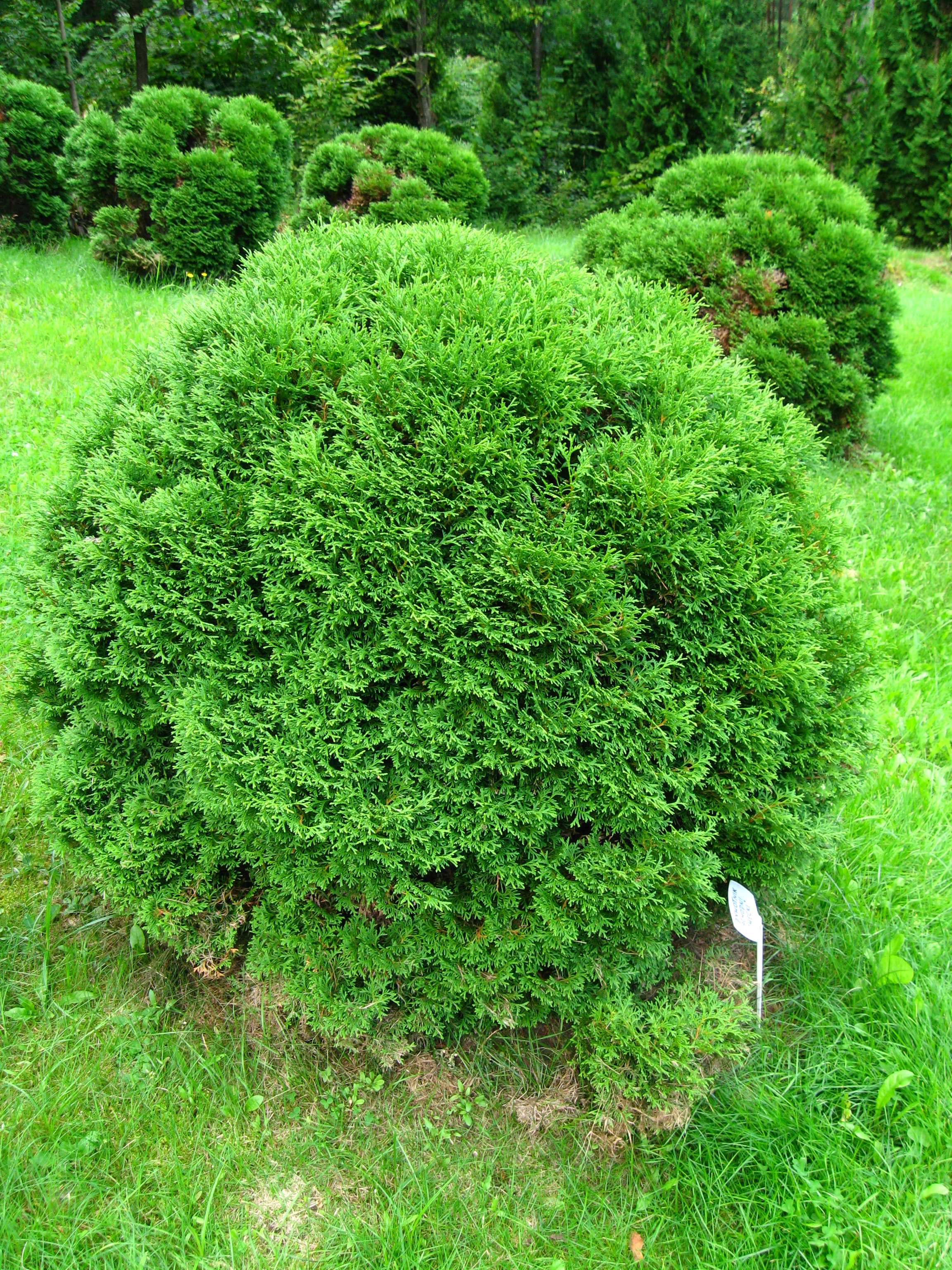
'Mecki'

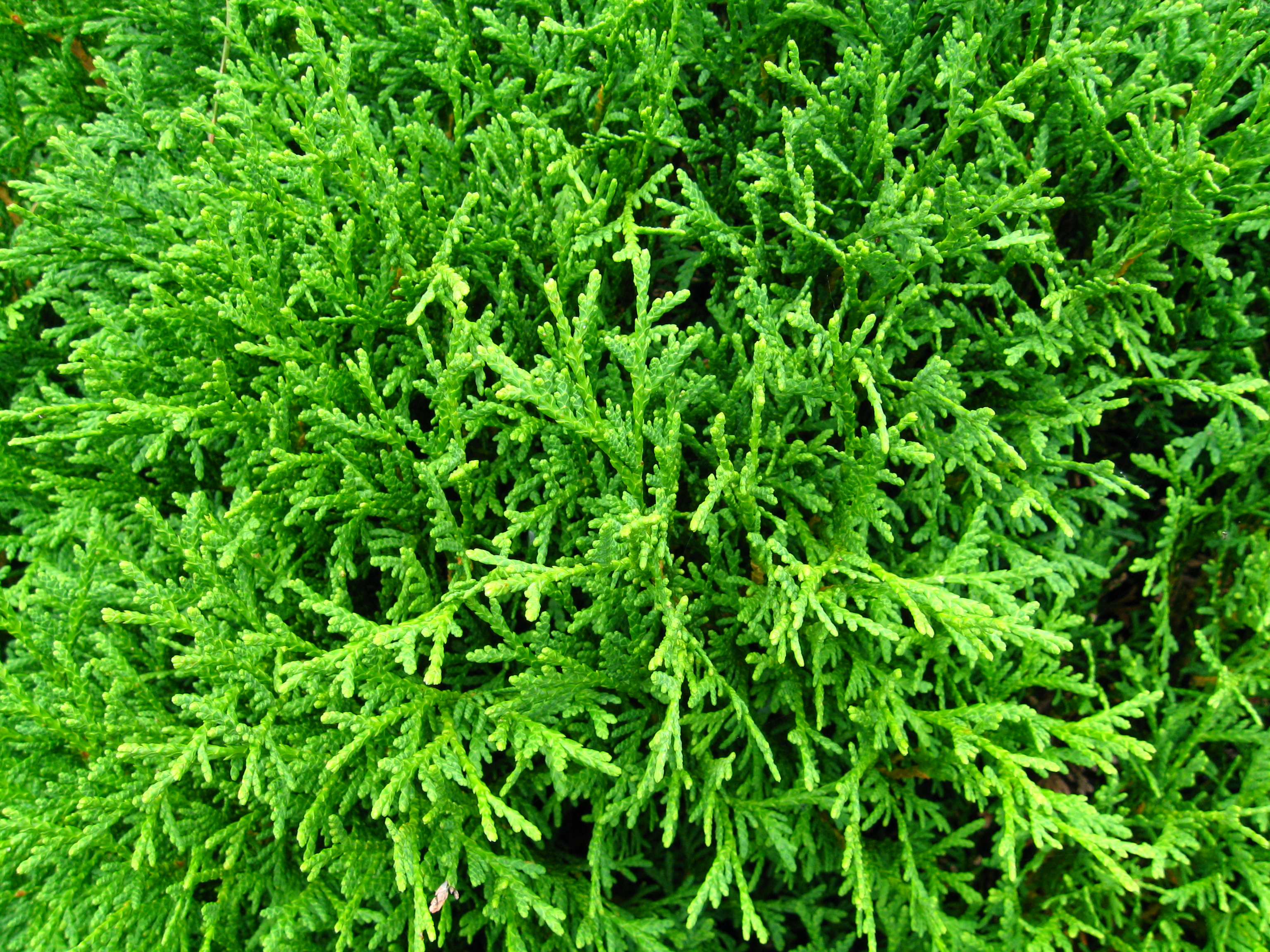
'Mecki'

- 'Mastersii' (1897). (Syn.: Тh. о. f. mastersii Rehd.; Тh. о. рliсаtа Mast., 1897). Плотная конусовидная форма с короткими, жёсткими ветвями; побеги плоские, вертикально стоящие; хвоя чешуевидная, густая, блестящая, тёмно-зелёная, с коричневатым оттенком, голубовато-зелёная снизу, желёзки отчётливые. В настоящее время редка в культуре. Не вполне однородная форма, поскольку её основой стал сеянец, представлявший постепенный переход к 'Warеаnа'[3].
- 'Маlonianа' (1913). (Syn.: Тh. о. var. рyrаmidalis f. mаlonianа Schneid). Ценная остроколонновидная форма высотой 10—15 метров. Ветви густые, побеги густые, короткие, коричневые, уплощенные. Хвоя чешуевидная, блестяще-зелёная, желёзки отчётливо видимы. Получена в 1913 году в парке графа Аmbrozy-Мigazzi в Млынянах (Словакия)[3].
- 'Malonyana Holub' R.Holub, 1992. Имеет неправильную форму с несколькими вершинами, похожа на Chamaecyparis obtusa. В возрасте 5 лет достигает размеров 30—40×60 см[19].
- 'Месki' (1965). Округлая, весьма приземистая, медленно растущая, светло-зелёная, очень выносливая форма. Получена Н. Коrdes в 1965 году в Веlsen, Голштиния (Германия)[3].
- 'Меinеkes Zwerg' (1956). Карликовая, шаровидная форма, достигающая в 15 лет около 60 см в высоту и ширину; тёмно-зелёная, молодые концы побегов молочно-белые. Возникла в 1956 году, но в культуру введена только в 1973[3].
- 'Miller’s Gold' — синоним 'Aurea Nana'.
- 'Minima'. Шаровидная карликовая форма, похожая на 'Неtz Мidget'; светло-зелёная летом, бронзово-коричневая зимой. Американская садовая форма. Не следует путать с Тh. о. minimа Hornib. — синонимом сорта 'Dumosа'[3].
- 'Miki'.
- 'Mirjam'. Шаровидная форма яркого жёлто-зелёного цвета. Зимой хвоя зелёно-оранжевая с коричневатым оттенком. Веточки направлены вверх. Мутация сорта 'Danica'. Годовой прирост составляет около 5—10 см[20].
- 'Моseri' (1927). Равномерно округлая карликовая форма высотой 50—70 см; ветви очень короткие, густые, кустящиеся, веерообразные. Хвоя чешуевидная. Отобрана из посевов семян 'Glоbosа' в 1927 году в арборетуме Курник (Польша)[3].

## N
- 'Nana Aurea' — синоним 'Aurea Nana'.
- 'Nekrolog'. Интересная нерегулярная плакучая форма[21].
- 'Nigra' (1933). Прямая плотная конусовидная форма с очень тёмно-зелёной чешуевидной хвоей, не изменяющей цвета зимой. Получена в США, в 1933 году или ранее[3].

## O
- 'Ohlendorfii' (1887). (Syn.: Тh. о. оhlendorfii Beissn., 1887; Тh. о. sраthii R. Smith, 1890). Неравномерная кустистая карликовая форма высотой около 1 метра с двумя типами побегов; ветви длинные, прямые, слегка разветвлённые на концах. Хвоя чешуевидная, плотно прижатая, мелкая, килеватая или складчатая, в поперечном разрезе почти квадратная; одновременно на растении имеется и игловидная, перекрестно расположенная хвоя длиной около 12 мм, красновато-бурая. Возникла до 1887 года в питомнике J. Н. Olhedorff и сыновья, Гамбург (Германия)[3].

## P
- 'Реndulа' (1862). Плакучая форма высотой до 5 метров. Рост нерегулярный. Прямая, но ствол и ветви изогнуты книзу; боковые веточки нормального строения, повислые; хвоя голубовато-зелёная, зимой больше серо-зелёная. Возникла до 1862 году в питомнике Стэндиша (Англия)[3].
- 'Руgмаеа'. Карликовая форма с очень неравномерным ростом; ветви короткие, сжатые и искривлённые; хвоя чешуевидная, плотная, короткая, явственно толстая, налегающая, с отчётливыми смоляными желёзками с обеих сторон, блестящая, летом кончики побегов светло-зелёные, зимой полностью тёмно-сизо-зелёные. Происхождение неизвестно[3].
- 'Рumilа'. (Syn.: Туя западная малорослая; Тh. о. f. pumilа Beissn.[2]). Карликовая, округло-яйцевидная форма, однако с возрастом достигающая высоты 2 метров; ветви и боковые ветки горизонтально распростёртые; веточки слегка закручены и не соприкасающиеся, плоские, шириной до 2 мм; тёмно-зелёные сверху, снизу светлее, по цвету несколько похожа на 'Littlе Gem'. Хвоя чешуевидная. Происхождение неизвестно. В литературе иногда путают с 'Littlе Gem'[3].
- 'Pyramidalis Соmрасtа' (1904). Широко распространённая, густая, конусовидная, высокорослая форма (более 10 метров); скелетные ветви приподнимающиеся, часто с толстыми, раздваивающимися ветками; побеги прямые, сближенные, короткие; хвоя крупная, чешуевидная, светло-зелёная, но площе, шире и острее, нежели у похожей 'Columna', и не такая блестящая[3].

## R
- 'Rесurvatа' (1891). Конусовидная форма с утончённой вершиной; скелетные ветви густые, частично изогнутые; кончики побегов частично монстрозные и изогнутые. Хвоя чешуевидная[3].
- 'Rесurvа Nanа' (1867). (Syn.: Тh. о. rесurvа nanа Carr., 1867). В молодом возрасте равномерно округлая форма, с возрастом часто становится конусовидной, высотой до 2 метров; ветви прямые до распростёртых, с изогнутыми концами; концы побегов также изогнутые, частично перегнутые и извитые; матово-зелёные, зимой слегка коричневеют. Данный сорт часто путают с 'Dumosа', которая легко отличается весной своими широкими, наружу торчащими побегами. Происхождение неизвестно[3].
- 'Reingold' (1900). Под этим названием в культуре известны продолжительное время вегетативно размножаемые ювенильные, «эрикоидные», побеги 'Ellwangeriana Аurеа' с игловидной хвоей, которые длительное время сохраняют золотисто-жёлтую до оранжево-жёлтой, зимой медно-жёлтую окраску хвои. Однако с возрастом побегов с чешуевидной хвоей становится всё больше, и растения принимают типичный облик 'Ellwangeriana Аurеа'. Возникла в 1900 году у Prud. Vollert в Любеке (Германия), название 'Reingold' получила в 1904 году. Описание, данное Beissner в 1904 году, правильное, описание Beissner-Fitscher неправильное[3]. Награда Award of Garden Merit[22].
- 'Riversii' J. Hillier (1891). (Syn.: Туя западная Риверса). Широко конусовидная форма высотой до 5 метров. Побеги жёлто-коричневые; хвоя чешуевидная, летом жёлтая, зимой — желтоватая-зелёная[3]. Встречается в ряде парков Украины (Бантышево, Львов, Тростянец, Трусковец, Умань, Устимовка, Харьков)[2].
- 'Rosentalii' (1884). (Syn.: Тh. о. f. Rosenthalii Beissn; Туя западная Розенталя[2]). Чрезвычайно медленнорастущая колонновидная форма, достигающая в 50 лет высотыв 2—3 м, с очень густым ветвлением; ветви короткие, жёсткие; побеги прямые, густые, расположенные в более или менее горизонтальной плоскости; веточки многочисленные, немного закруглённые. Хвоя чешуевидная, блестящая, тёмно-зелёная. Латеральные листья с выпуклой спинкой, тупой прямой или изогнутой верхушкой, прямым краем. Фациальные листья с заострённой верхушкой, желёзка на спинке сдвинута к концу листа. Листья ростовых побегов с прямой спинкой и игловидной верхушкой. Устьичные полоски желтоватые, треугольной формы, хорошо заметны. Чётковидные побеги последнего порядка есть. Образует шишки[3][23]. Растёт в Никитском ботаническом саду и в парках Черноморского побережья Кавказа (дендраний в Сочи, Сухуми, Батуми)[2].

## S

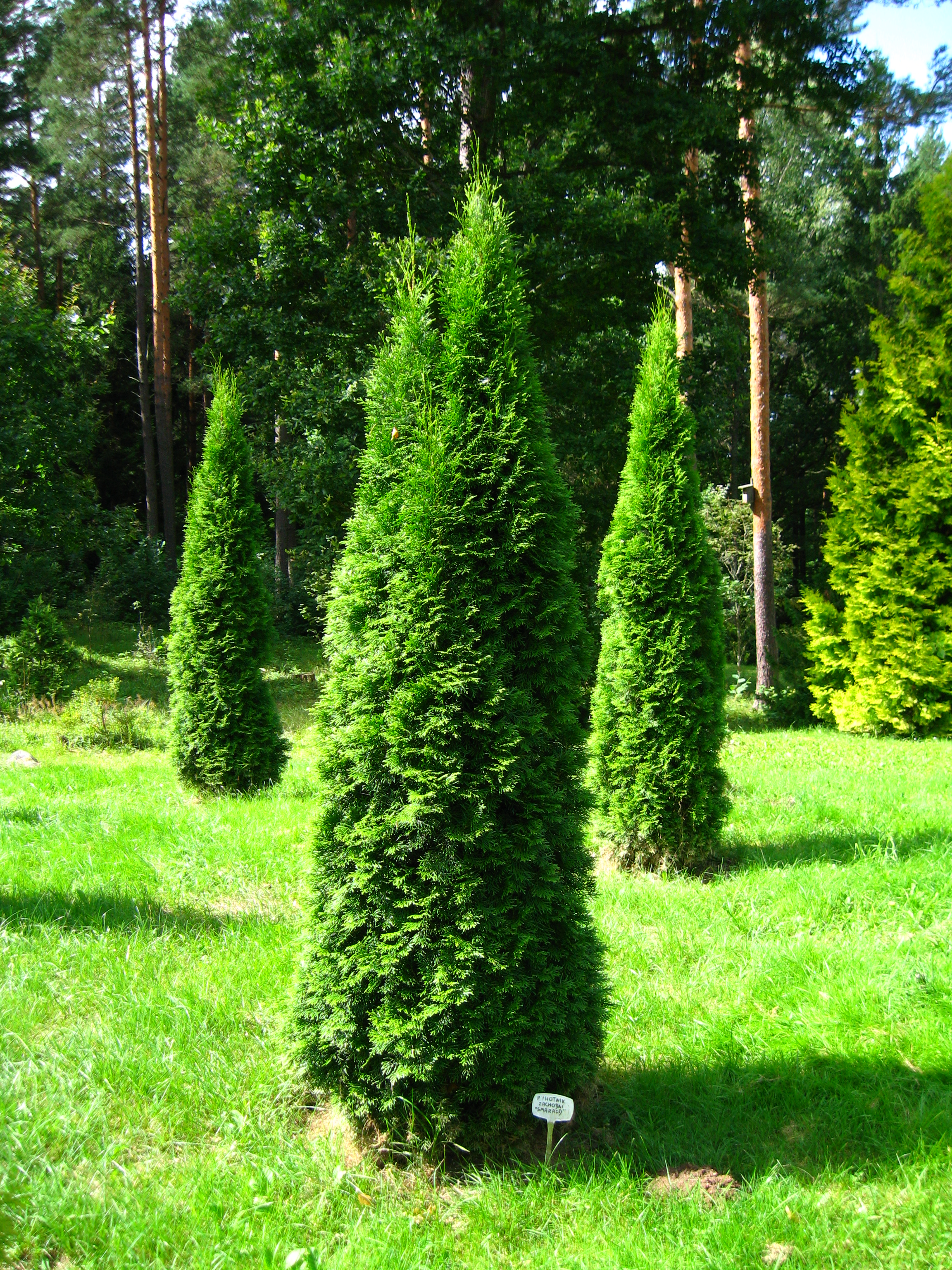
'Mecki'

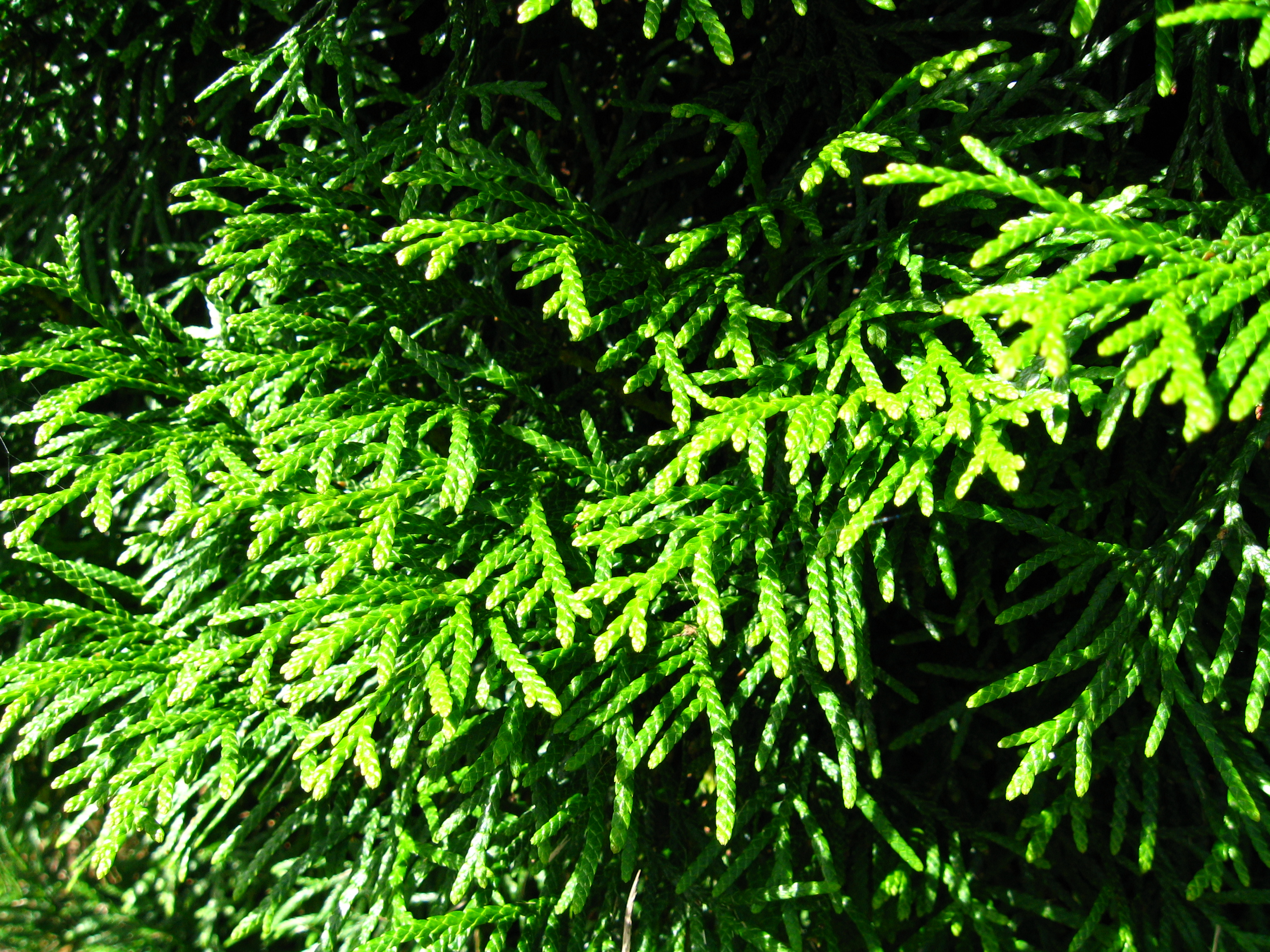
'Mecki'

- 'Sagrada'. Медленно растущая многовершинная форма с нерегулярным типом роста. В возрасте 10 лет высота 70—90 см[24]. Чем отличается от 'Malonyana Holub' неизвестно.
- 'Semреraurеа' (1893). (Syn.: Тh. о. semреraurеа Rehd.; Тh. о. аurеоspiсаtа Beissn., 1893). Густо ветвистая конусовидная форма высотой до 5—10 м; скелетные ветви отстоящие; хвоя чешуевидная, блестящая, зелёная с золотисто-жёлтыми кончиками концевых побегов, становящимися зимой желтовато коричневыми[3].
- 'Sherwood Frost' Sherwood Nurs., (1972). Форма, близкая к конической. Хвоя сливочно-пёстрая. В возрасте 10 лет достигает высотв 1,2—1,8 метра. Прирост 5—10 см в год[25].
- 'Smaragd'.
- 'Skogholm'. Колонновидная, густая, хорошо растущая форма, напоминающая 'Rosentalii'; хвоя чешуевидная, свежезелёная без сохраняющейся в глубине растения отмершей хвои. Получена в Стокгольме (Швеция)[3].
- 'Spiralis' (1920). Стройная конусовидная форма высотой 10—15 метров. Скелетные ветви очень короткие; боковые ветки характерно закрученно стоящие и слегка подкрученные; веточки несколько папоротникообразные; хвоя чешуевидная, голубовато-зелёная[3].
- 'Sphаеriса' Gert. Воеr (1874). (Syn.: Тh. о. var. sphаеriса Hornib.). Одна из самых низкорослых шаровидных форм, однако и она со временем достигает в высоту около 1 метра, приобретая яйцевидную форму; ветви густо стоящие, достаточно тонкие, на концах курчавящиеся; веточки шириной 1 мм или ещё тоньше. Хвоя чешуевидная. Происхождение неизвестно[3].
- 'Sunkist' (1960). Быстрорастущая и густая конусовидная форма с золотисто-жёлтой чешуевидной хвоей. Возникла до 1960 года у Gert. Воеr в Боскопе (Голландия). Известна как улучшенная 'Lutea'[3].

## T
- 'Teddy'.
- 'Тесhny'. Плотная, конусовидная форма с широким основанием; хвоя чешуевидная, тёмно-зелёная летом и зимой. Найдена в Mission Gardens, Иллинойс, США[3].
- 'Tiny Tim'.
- 'Тhujорsoides' (1894). (Syn.: Тh. о. thujорsoides Beissn). Форма рыхлого сложения с далеко отстоящими скелетными ветвями; веточки массивные, широкие, с толстыми концевыми побегами, дугообразно повисающими; шишки необыкновенно большие. Хвоя чешуевидная, зелёная. Возникла до 1894 года в Германии[3].

## U
- 'Umbrасuliferа' (1890). (Syn.: Туя западная зонтичная, Тh. о. umbrасuliferа Beissn). Карликовая, равномерно полукруглая или плоско закругленная форма. В возрасте 15 лет высота 80—90 см, ширина 100 см[2]. Ветви и боковые ветки более или менее прямые, очень густостоящие; веточки часто слегка подкручены в плоскости. Хвоя чешуевидная, очень тонкая, шириной около 2 мм или меньше, голубовато-зелёная, чем легко отличается от других карликовых форм. Возникла до 1890 года у Сhr. Neder во Франкфурте-на-Майне (Германия)[3]. Может выращиваться от широты Санкт-Петербурга и южнее[2].

## V
- 'Van der Воm' (1949). (Syn.: Тh. о. cv. Van der Воm den Ouden, 1949; Тh. о. cv. Соmрасtа Van der Воm hort.). Карликовая, в раннем возрасте шаровидная форма, позднее яйцевидная. Хвоя чешуевидная, тёмно-зелёная. Происхождение неизвестно[3].
- 'Variegata'. (Syn.: Туя западная бело-пёстрая; Тh. о. f. variegata West.; Тh. о. f. albo-variegata Beissn.). Хвоя бело-пёстрая. Имеется в Умани и Сухуми[2].
- 'Vervаеnеаnа' (1862). (Syn.: Тh. о. vervаеnеаnа van Gert, 1862). Стройная конусовидная форма высотой 12—15 метров; скелетные ветви тонкие; веточки многочисленные, густые, скученные, отстоящие, тонкие; хвоя частично пёстрая или тёмно-жёлтая, зимой больше бронзово-коричневая. Возникла в 1862 году у Vervаеnе в Ledeber, Гент (Бельгия)[3].
- 'Viridis'. (Syn.: Тh. о. cv. viridis Beissn., Тh. о. etecta viridis Nichols; Туя западная зелёная). Низкорослая, компактная, узкопирамидальная форма с тёмно-зелёной блестящей хвоей[2].

## W
- 'Wagneri' Каrl Wagner (1896). (Syn.: Тh. о. wagneriana Froebel, 1896; Тh. о. wagneri Froebel, 1895; Тh. о. versmannii Cordes, 1896). Густая, изящная, устремленная вверх, узкоконусовидная форма; скелетные ветви упругие, направлены вверх, со слегка поникающими концами; хвоя чешуевидная, тонкая, зелёная, зимой рыжая. К 10 годам высота 2—3 м. Получена до 1896 г. у Каrl Wagner в Лейпциге (Германия) из посевов семян 'Warеаnа'[3][26].
- 'Wansdyke Silver' Н. J. Welch (1961). Низкая конусовидная форма высотой до 1,5 метра; очень густая и узкая; хвоя чешуевидная, бело-пёстрой окраски в течение всего года. Происхождение неизвестно[3].
- 'Warеаnа' (1825). (Syn.: Тh. о. warеаnа (Booth) Gord., 1862; Тh. о. warеаnа Booth, 1839[3]; Тh. о. robusta, 1855; Туя западная мощная[2]). Густая конусовидная форма высотой до 7 метров. Скелетные ветви отстоящие, боковые ветки широкие, вееровидные; веточки толстоватые, короткие, скученные, часто расположенные вертикально. Похожа на 'Маstersii', но обычно более мощная и с более крупной чешуевидной хвоей свежезелёной, без коричневатого оттенка. Ценная форма, часто размножаемая семенами, что даёт неоднородный материал[3].
- 'Warеаnа Lutescens' (1891). Внешне выглядит, как 'Warеаnа', но более плотная и низкая; хвоя чешуевидная, светло-жёлтая. Случайно обнаружена до 1891 года у Н. А. Hesse[3].
- 'Wахеn' (1891). Изящная форма, рыхлая с поникающими концами побегов; в летнее время хвоя зеленовато-жёлтая. В Европу ввезена в 1891 году Spath из Арнольд Арборетума[3].
- 'Wооdwardii' (1891). Русское название: Туя западная Вудварда[2]. Карликовая шаровидная форма, с годами больше широкоокруглая (в Арнольд Арборетуме достигла 2,5 м высоты и 5 м ширины в 70 лет и всё ещё достаточно декоративна). Ветви больше вертикально стоящие, плоские; веточки зелёные, грубые, шириной до 3 мм, с обеих сторон одинакового цвета, зимой остаются зелёными или только кончики слегка коричневеют. Хвоя чешуевидная. Происхождение неизвестно[3].

## Y
- 'Yellow Ribbon'. Относительно быстрорастущая коническая форма. Годовой прирост 10—15 см. В 15 лет достигает высоты 2 м. Молодая хвоя оранжевая, затем становиться ярко золотисто-жёлтой, зимой коричневеет[27].

## Z
- 'Zmatlik' M. Zmatlik, (1984). Узкая столбчатая форма. Похож текстурой на 'Degroot’s Spire'. Веточки похожи на ракушки, расположены плотно и слегка повёрнуты вокруг своей оси. Хвоя красивого зелёного цвета. Страна происхождения: Чехия[28].